# خورخي فيك
خورخي فيك (بالإنجليزية: Jorge Fick)‏ هو رسام أمريكي، ولد في 1932، وتوفي في 2004.